# Safra Group
De Safra Group is een Braziliaanse multinational met een internationaal netwerk van bedrijven gecontroleerd door de familie Safra. De groep bestaat uit bank- en financiële instellingen, industriële activiteiten, onroerend goed en agribusiness. Het concern wordt geleid door werelds rijkste bankier, de Braziliaanse miljardair Joseph Safra. 
Het bedrijf is aanwezig in de VS, Europa, het Midden-Oosten, Latijns-Amerika, Azië en het Caribisch gebied..
De hoofdvestigingen zijn in Antwerpen, Luxemburg en New York.

## Geschiedenis
Het ontstaan van de bedrijf gaat terug naar de periode rond de Eerste Wereldoorlog, naar Beiroet (Libanon). Joods-Libanese voorvader Jacob richtte daar zijn eerste bank op: Safra Freres et Cie. Deze bank regelde het belangrijkste betalingsverkeer tussen het Ottomaanse rijk en Europa. De bank financierde voor en in het begin van de oorlog vluchtpogingen van bedreigde joden in Europa. In 1949 verhuisde de bank en de familie, na de stichting van de staat Israel, met het kapitaal naar Italië, later naar België, Luxemburg en Sao Paulo in Brazilië. De familie Sarfa kocht ook met hun geld vele joden los uit gevangenissen in Syrië, waarvan een aantal later belangrijke zakenrelaties werden. 

In 1952 kwam de familie terecht in Brazilië en Jacob Safra richtte in 1955 daar in Sao Paulo de Bank Banco Safra op, met toen 7 personeelsleden. 
De 3 zoons, Edmond, Joseph en Moise werkten na hun opleiding bij de bank van hun vader. De oudste zoon Edmond vertrok op zijn 26e naar Europa en richtte vervolgens banken op in Geneve (1956) en New York (1966). In 1999 verkocht hij zijn bank in New York,  de Republic National Bank of New York, voor 10 miljard aan het Britse HSBC. Kort voor de feitelijke overdracht van zijn bank werd hij vermoord. 
Joseph en zijn jongere broer Moise leidden de Banco Safra tot 2006. In dat jaar kocht Joseph zijn broer uit en werd enig eigenaar van het bedrijf.
Anno 2019 heeft eigenaar Joseph Safra drie zonen die ook in het bankwezen actief zijn. De oudste zoon Jacob beheert de locaties in Zwitserland and New York. De twee andere zonen doen dat bij Banco Safra in Sao Paulo.

## Onroerend goed
De organisatie is sinds november 2014 eigenaar van het gebouw 30 St Mary Axe in Londen, beter bekend als the Gerkin.  Daarnaast is men onder andere eigenaar van het 660 Madison Avenue office complex in New York.